# Ahuacatlán de Guadalupe
Ahuacatlán de Guadalupe är en ort i Mexiko.   Den ligger i kommunen Pinal de Amoles och delstaten Querétaro Arteaga, i den centrala delen av landet, 200 km norr om huvudstaden Mexico City. Ahuacatlán de Guadalupe ligger 1 115 meter över havet och antalet invånare är 1 815.
Terrängen runt Ahuacatlán de Guadalupe är kuperad österut, men västerut är den bergig. Runt Ahuacatlán de Guadalupe är det ganska glesbefolkat, med 23 invånare per kvadratkilometer. Närmaste större samhälle är Jalpan, 7,2 km öster om Ahuacatlán de Guadalupe. I omgivningarna runt Ahuacatlán de Guadalupe växer huvudsakligen savannskog.